# Mick Ralphs
 (juin 2025).
Si vous disposez d'ouvrages ou d'articles de référence ou si vous connaissez des sites web de qualité traitant du thème abordé ici, merci de compléter l'article en donnant les références utiles à sa vérifiabilité et en les liant à la section « Notes et références ».
Michael Geoffrey Ralphs, dit Mick Ralphs, né le 31 mars 1944 à Stoke Lacy (Herefordshire) et mort le 23 juin 2025 à Henley-on-Thames (Oxfordshire), est un musicien britannique, principalement  guitariste. Il est aussi claviériste, chanteur et auteur-compositeur, membre fondateur des groupes rock Mott the Hoople et Bad Company.

## Carrière
Mick Ralphs commence sa carrière à l'adolescence, jouant avec le groupe de blues-rock The Buddies. Il sort un single avec ce groupe en 1964 avant de rejoindre le groupe mod Doc Thomas en 1966. Après un premier album italien homonyme, le groupe change de nom à deux reprises, d'abord en Silence en 1968 puis, en 1969, en Mott the Hoople. Mick demeure avec le groupe jusqu'en 1973.
En 1973, il forme Bad Company avec les ex-Free, le chanteur et pianiste Paul Rodgers et le batteur Simon Kirke ainsi que Boz Burrell ancien bassiste-chanteur de King Crimson. Le premier album de Bad Company en 1974 comprend le hit de Mick Ralphs Can't Get Enough. L'album atteint le numéro 1 aux États-Unis. Ralphs continue à enregistrer et à tourner avec Bad Company jusqu'à ce que le groupe original se sépare en 1982.
En 1984, il part en tournée avec le guitariste de Pink Floyd, David Gilmour, lors de la tournée About Face de ce dernier, bien qu'il n'ait pas joué sur l'album. En 1985, il sort un album solo, Take This, qui inclut l'ex-batteur de Free et Bad Company, Simon Kirke. Il s'associe au futur guitariste de Bad Company, Dave Colwell, pour quatre concerts de promotion de l'album, avec également le batteur Chris Slade de Manfred Mann's Earth Band.
Bad Company se reforme avec différents musiciens entre 1986 et 1998. Après une tournée de retrouvailles avec le quatuor original en 1999, Ralphs annonce qu'il renonce aux tournées — avec lesquelles il n'a jamais été à l'aise dans aucun des deux groupes —, à cause de sa phobie de l'avion.
Le deuxième album solo de Mick Ralphs, It's All Good, un instrumental, sort en 2001. Deux ans plus tard, son album That's Life - Can't Get Enough sort, avec une version démo de Can't Get Enough.
En 2004, il fait de nouveau équipe avec l'ancien collègue de Mott, Ian Hunter, comme guitariste soliste (avec Andy York) lors de la tournée britannique de Hunter. Mick Ralphs se produit au concert de Hunter en 2005 au London Astoria, avec Ralphs interprétant un solo de guitare sur All the Way from Memphis.
Le 2 juillet 2008, il est annoncé que la formation originale de Bad Company (à l'exception du bassiste originel Boz Burrell décédé en septembre 2006) donnera un concert unique au Hard Rock Hotel and Casino à Hollywood, en Floride, le 8 août 2008. Selon Rodgers, ce concert a pour but de « protéger l'héritage qu'ils ont construit et cimenter les droits de la marque Bad Company pour les tournées. »

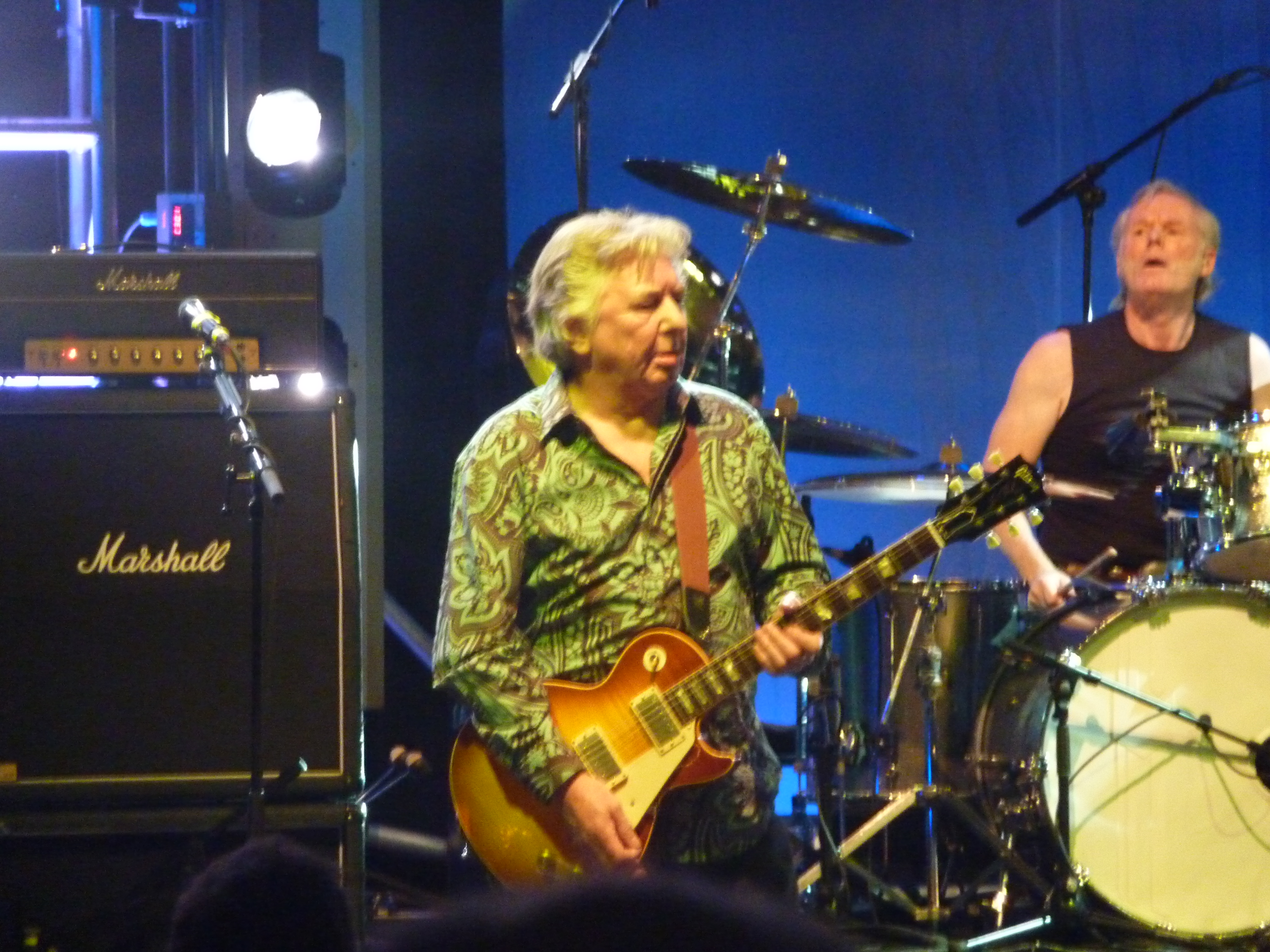
Mick Ralphs avec Mott the Hoople au Hammersmith Apollo en 2009.

Tous les membres originaux de Mott the Hoople, dont Mick Ralphs, se réunissent pour deux spectacles au Blake Theatre de Monmouth près des Rockfield Studios où ils ont répété, avant de donner cinq concerts au Hammersmith Apollo de Londres, en septembre et octobre 2009. Les cinq membres originaux participent au retrouvailles, avec Martin Chambers à la batterie.
En 2011, Mick Ralphs forme le Mick Ralphs Blues Band avec des musiciens qu'il a rencontrés lors d'une jam session au pub Nag's Head à High Wycombe : Stuart Son Maxwell, harmonica/chant ; Jim Maving, guitare; Sam Kelly, batterie ; Dickey Baldwin, basse. Le site Web du groupe déclare que Ralphs cherche à explorer ses racines blues et soul, en jouant des reprises de classiques du blues et du R&B. Le groupe fait ses débuts en tant que Mick Ralphs and Co au Jagz Club à Ascot, Berkshire en juin 2011, changeant le nom en Mick Ralphs Blues Band peu après. D'autres dates sont annoncées pour fin 2011 et début 2012.
En 2012, Bad Company effectue une courte série de dates de festivals européens.
En 2013 et 2014, Bad Company et Lynyrd Skynyrd tournent conjointement à travers les États-Unis et le Canada, commémorant le 40e anniversaire de la sortie du premier album de Skynyrd et de la formation originale de Bad Company.
En 2016, Bad Company annonce une tournée américaine avec Joe Walsh. Mick Ralphs a d'abord annoncé qu'il ne participerait pas à cette tournée et que Rich Robinson des Black Crowes le remplacerait. En juin 2016, le groupe a annoncé une tournée des arénas britanniques avec des invités spéciaux Richie Sambora et Orianthi aboutissant à un spectacle à l'O2 Arena de Londres le 29 octobre. Ralphs a rejoint le groupe pour la durée de la tournée. Après la performance finale du groupe à Londres, il a été rapporté que Mick Ralphs avait été hospitalisé, après avoir subi un accident vasculaire cérébral. Il n'est pas revenu dans le groupe depuis, ses parties de guitare solo étant jouées par le deuxième guitariste, Howard Leese, ancien guitariste-claviériste du groupe Heart et les claviers étant joués par Paul Rodgers.
Mick Ralphs meurt le 23 juin 2025 à l’âge de 81 ans des suites d'un AVC, à Henley-on-Thames.

## Guitares
- Mott the Hoople : Gibson Les Paul Junior, Gibson Firebird (micro simple), Gibson SG, Fender Telecaster
- Bad Company : Fender Telecaster, Fender Stratocaster, Gibson Les Paul Standard, Fender Esquire, Gibson Flying V
- Récemment : Gibson 1957/1959 Custom Shop réédite Gibson Les Paul Standards, Fender Stratocaster équipée d'un chevalet 2TEK.

## Discographie

### Solo
- 1984 - Take This - Réédité sur CD en 1996
- 2001 - It's All Good - Enregistré live en 1999 avec Simon Kirke et Boz Burrell
- 2003 - That's Life

### Doc Thomas Group
- 1967 : Doc Thomas Group.

### Mott the Hoople
- 1969 - Mott the Hoople
- 1970 - Mad Shadows
- 1971 - Wildlife
- 1971 - Brain Capers
- 1972 - All the young dudes
- 1972 - Queen of rock and roll
- 1973 - Mott
- 1974 - The Hoople - Mick Ralphs a fait les chœurs sur Pearl 'n' Roy (England) et a joué de la guitare rythmique sur Roll Away the Stone.

### Bad Company

#### Albums studio
- 1974 - Bad Company
- 1975 - Straight Shooter
- 1976 - Run with the Pack
- 1977 - Burnin' Sky
- 1979 - Desolation Angels
- 1982 - Rough Diamonds
- 1986 - Fame and Fortune - Brian Howe a remplacé Paul Rodgers
- 1988 - Dangerous Age
- 1990 - Holy Water
- 1992 - Here Comes Trouble
- 1995 : Company of Strangers
- 1996 - Stories Told & Untold

#### Compilation
- 1985 - 10 of 6
- 1999 - The 'Original' Bad Co. Anthology

#### Albums live
- 1993 - What You Hear Is What You Get: The Best of Bad Company - Album live avec Howe comme chanteur
- 1995 - Company of Strangers - Robert Hart remplace Howe au chant
- 2006 - Live at Albuquerque 1976
- 2010 - Hard Rock Live - Avec Paul Rodgers
- 2011 - Live at Wembley
- 2016 - Live in Concert 1977 & 1979

### Mick Ralphs Blues Band
- 2013 - I Should Know Better
- 2016 - If It Ain't Broke

### Collaborations
- 1971 : Under Open Skies de Luther Grosvenor
- 1984 : Mick Ralphs part en tournée avec David Gilmour pour soutenir son deuxième album solo About Face, avec Gregg Dechert aux claviers, Mickey Feat à la basse, Sue Evans & Jody Linscott aux percussions, Raphael Ravenscroft au saxophone, flûte et claviers et Chris Slade à la batterie. Aucun album live n'est sorti mais un vidéo David Gilmour Live 1984, tiré d'une performance au Hammersmith Odeon est sorti en 1984 avec des invités spéciaux : Roy Harper (chant, percussions) et Nick Mason (batterie).
- 1991 : Until We Sleep de David Gilmour & Friends - Enregistré en concert au Stabler Arena à Bethlehem en Pennsylvanie.
- 1992 : In Floyd We Trust! de David Gilmour & Friends - Enregistré en concert au Allentown Stadium Arena à Allentown en Pennsylvanie.